# Lee Kiefer
Lee Kiefer, née le 15 juin 1994 à Cleveland, États-Unis, est une escrimeuse américaine pratiquant le fleuret. Elle est championne olympique en  2020 à Tokyo puis en 2024 à Paris en individuel et en équipe.

## Biographie
Lee Kiefer a grandi dans une famille d'escrimeurs : son père était le capitaine de l'équipe de l'université Duke et ses deux frères sont aussi tireurs.
Elle est la compagne de Gerek Meinhardt, fleurettiste américain, depuis 2012. Ils sont marriés depuis septembre 2019. Elle fréquente l'école de médecine de l'université du Kentucky.

### Carrière
Âgée de 17 ans, elle remporte une médaille de bronze aux championnats du monde d'escrime 2011 à Catane, battue en demi-finale par Valentina Vezzali, future championne. Outre cette médaille mondiale, elle est aussi double championne d'Amérique en individuel. Elle a remporté sept fois de suite le championnat panaméricain entre 2010 et 2016, à la fois en individuel et par équipes.
En 2012, elle atteint les quarts de finale pour sa première participation aux Jeux olympiques et termine 5e. Elle est championne des Amériques, en individuel et par équipe, sans discontinuer de 2010 à 2018.
En 2021, Lee Kiefer réalise l'exploit de vaincre la grande favorite de l'épreuve olympique individuelle, championne olympique en titre et multiple championne du monde Inna Deriglazova en finale du tournoi, au terme d'un assaut maîtrisé de bout en bout où la Russe a toujours couru après le score. Elle avait auparavant disposé de Yūka Ueno et Larisa Korobeynikova.
Trois ans plus tard, elle conserve son titre à Paris en battant facilement sa coéquipière Lauren Scruggs en finale de l'épreuve individuelle. Elle réalise ensuite le doublé en remportant l'épreuve par équipes avec Lauren Scruggs, Jacqueline Dubrovich et Maia Weintraub. C'est la première escrimeuse américaine à réaliser le doublé dans une même olympiade.
En 2025 à Tbilissi, elle devient championne du monde individuel.

## Palmarès
- Jeux olympiques

- -  Médaille d'or aux Jeux olympiques d'été de 2020 à Tokyo
  -  Médaille d'or aux Jeux olympiques d'été de 2024 à Paris
  -  Médaille d’or par équipes aux Jeux olympiques d’été de 2024 à Paris

- Championnats du monde
  -  Médaille d'or en individuel aux championnats du monde d'escrime 2025 à Tbilissi
  -  Médaille d'or par équipes aux championnats du monde d'escrime 2018 à Wuxi
  -  Médaille d'argent par équipes aux championnats du monde d'escrime 2017 à Leipzig
  -  Médaille d'argent par équipes aux championnats du monde d'escrime 2022 au Caire
  -  Médaille de bronze aux championnats du monde d'escrime 2011 à Catane
  -  Médaille de bronze par équipes aux championnats du monde 2019 à Budapest
  -  Médaille de bronze aux championnats du monde d'escrime 2022 au Caire
  -  Médaille de bronze aux championnats du monde d'escrime 2023 à Milan

- Championnats panaméricains d'escrime
  -  Médaille d'or en individuel aux championnats panaméricains d'escrime 2023
  -  Médaille d'or par équipes aux championnats panaméricains d'escrime 2019
  -  Médaille d'or en individuel aux championnats panaméricains d'escrime 2018
  -  Médaille d'or par équipes aux championnats panaméricains d'escrime 2018
  -  Médaille d'or en individuel aux championnats panaméricains d'escrime 2017
  -  Médaille d'or par équipes aux championnats panaméricains d'escrime 2017
  -  Médaille d'or en individuel aux championnats panaméricains d'escrime 2016
  -  Médaille d'or par équipes aux championnats panaméricains d'escrime 2016
  -  Médaille d'or en individuel aux championnats panaméricains d'escrime 2015
  -  Médaille d'or par équipes aux championnats panaméricains d'escrime 2015
  -  Médaille d'or en individuel aux championnats panaméricains d'escrime 2014
  -  Médaille d'or par équipes aux championnats panaméricains d'escrime 2014
  -  Médaille d'or en individuel aux championnats panaméricains d'escrime 2013
  -  Médaille d'or par équipes aux championnats panaméricains d'escrime 2013
  -  Médaille d'or en individuel aux championnats panaméricains d'escrime 2012
  -  Médaille d'or par équipes aux championnats panaméricains d'escrime 2012
  -  Médaille d'or en individuel aux championnats panaméricains d'escrime 2011
  -  Médaille d'or par équipes aux championnats panaméricains d'escrime 2011
  -  Médaille d'or en individuel aux championnats panaméricains d'escrime 2010
  -  Médaille d'or par équipes aux championnats panaméricains d'escrime 2010
  -  Médaille d'argent en individuel aux championnats panaméricains d'escrime 2022
  -  Médaille d'argent par équipes aux championnats panaméricains d'escrime 2022
  -  Médaille d'argent par équipes aux championnats panaméricains d'escrime 2023

- Jeux panaméricains
  -  Médaille d'or en individuel aux Jeux panaméricains de 2011 à Guadalajara
  -  Médaille d'or par équipes aux Jeux panaméricains de 2011 à Guadalajara
  -  Médaille d'or en individuel aux Jeux panaméricains de 2015 à Toronto
  -  Médaille d'or en individuel aux Jeux panaméricains de 2019 à Lima
  -  Médaille d'or par équipes aux Jeux panaméricains de 2019 à Lima
  -  Médaille d'argent par équipes aux Jeux panaméricains de 2015 à Toronto